# Newcastle, Novi Južni Wales
Newcastle je grad australske pokrajine Novog Južnog Walesa i drugi najveći grad u toj pokrajini (2006. je imao 290 000 stanovnika). 

## Sport
- Svjetsko prvenstvo u hokeju na ledu za žene – Australija 2011.

## Vanjske poveznice
- Službena stranica (engl.)